# Подснежники (картина)
«Подснежники» — картина английского художника-прерафаэлита Данте Габриэля Россетти, созданная в 1873 году. В настоящее время произведение находится в коллекции Эндрю Ллойда Уэббера.

## История
Натурщицей для картины «Подснежники» стала Джейн Моррис. Картина возникла в результате второй попытки создания одной из известнейших картин Россетти «Прозерпина». Замысел «Прозерпины» появился в 1871 году, с тех пор художник пытался написать эту картину восемь раз; часто он был недоволен результатом и обрезал холст, оставляя лишь голову и руки натурщицы, как и произошло с «Подснежниками». Несколько раз картину возвращал назад заказчик — коллекционер Фредерик Лейланд, а один раз работа пострадала при транспортировке.
Картину выкупил агент Россетти Чарльз Хауэлл, в течение нескольких лет он хранил её у себя, но позже перепродал.

## Описание
Героиня картины держит в руках несколько подснежников, а в её волосах — жёлтые цветы первоцвета. Наличие весенних цветов предполагает, что на картине изображена Прозерпина до того, как она попала в подземное царство, в отличие от более знаменитой итоговой картины, где богиня находится в царстве Гадеса.